# Uemae Chiyu
Chiyu Uemae (japanisch 上前 智祐; * 1920 in Kyōto; † 2018 ebenda) war ein japanischer Maler, der als Gründungsmitglied der avantgardistischen Kunstbewegung Gutai Art Association bekannt wurde. Die Gruppe revolutionierte die Kunstwelt Japans nach dem Zweiten Weltkrieg durch ihren experimentellen Ansatz und die Verbindung von Malerei, Performance und Installation.

## Leben
Chiyu Uemae wurde 1920 in Kyōto geboren. Bevor er sich der Gutai-Gruppe anschloss, studierte Chiyu Uemae als Autodidakt Nanga und wandte sich dann der Ölmalerei zu. Chiyu Uemae gewann den ersten Preis bei der Jahresausstellung der Niki-kai, einer 1947 gegründeten Künstlerorganisation, und hatte 1951 seine erste Einzelausstellung in einer öffentlichen Bibliothek in Manazuru.

## Gutai
Im November 1953 lernte Chiyu Uemae Jirō Yoshihara kennen und nahm von da an bis zur Auflösung der Gutai Art Association an jeder Gutai-Ausstellung teil. Ziel der Bewegung war es, innovative Kunstwerke zu schaffen, die die traditionellen Grenzen der Malerei sprengen und die Interaktion zwischen Künstler und Material erforschen. Uemaes Werk zeichnet sich durch eine unermüdliche Konzentration auf Detail und Struktur aus, wobei er häufig unkonventionelle Techniken wie Farbschichtungen oder die Verwendung von Stoffen einsetzt.

## Spätere Jahre
Nach der Auflösung der Gutai-Gruppe 1972 setzte Chiyu Uemae seine künstlerische Tätigkeit fort. Er blieb der Malerei und seinen experimentellen Ansätzen treu. Chiyu Uemae starb 2018 und hinterließ ein bedeutendes künstlerisches Erbe, das weiterhin in Ausstellungen auf der ganzen Welt gezeigt wird.

## Werk
Der Reiz von Chiyu Uemaea Arbeiten liegt in der Verarbeitung der Materialien. Uemaes Malstil ist geprägt von sich wiederholenden Gesten und einem Interesse an alltäglichen Dingen wie Streichhölzern, Farbtuben und Sägemehl. Zwischen 1956 und 1964 schuf er Werke, die von den Überbleibseln des täglichen Lebens durchdrungen sind und den einfachen Materialien Schönheit verleihen. Die Leinwände selbst sind oft aus Resten zusammengeflickt und zeugen von der Sparsamkeit der Nachkriegszeit und dem Fehlen eines Fetischismus für die traditionellen Materialien der Malerei. Die Gutai-Gruppe legte großen Wert darauf, das Potenzial der Materialien sichtbar zu machen, indem sie deren Eigenschaften ohne Verfälschung betonte. Dies spiegelte sich auch in Chiyu Uemaes Arbeiten wider, die durch ihre Textur und Tiefe beeindruckten.
Chiyu Uemaes Werk verkörpert die Essenz des Gutai-Geistes: Innovation und Freiheit. Er experimentierte mit industriellen Materialien und verschiedenen Medien, um die Beziehung zwischen menschlicher Kreativität und physischer Materie zu erforschen. Obwohl er innerhalb der Gruppe oft im Hintergrund stand, wird sein Werk heute als integraler Bestandteil der Gutai-Bewegung anerkannt.

## Einzelausstellungen (Auswahl)
- 1951 Erste Einzelausstellung in der Bibliothek von Nishi-Maizuru, Kyoto
- 1966 Einzelausstellung in der GUTAI Pinacoteca, Osaka
- 1982 Einzelausstellung „Ölbilder“ und „NUI-works“, Osaka Prefectural Contemporary Art Zentrum, Osaka
- 1983 Einzelausstellung „Tuschemalerei“ und „Druckgrafik“, Osaka Prefectural Contemporary Art Zentrum für zeitgenössische Kunst, Osaka
- 1999 Chiyu Uemae Ausstellung; Cosmology of Set and Dense, Osaka Contemporary Art Center, Osaka
- 2005 Chiyu Uemae und Gutai Art Association, Kunstmuseum Fukuoka, Fukuoda
- 2006 Ausstellung „Die Welt von Chiyu Uemae“ im CASO Museum, Osaka
- 2010 Ausstellung „Chiyu Uema,“ im Kunstmuseum der Präfektur Miyazaki
- 2011 Ausstellung „Chiyu Uemae“ in der Galerie LADS, Osaka
- 2015 Ausstellung „Chiyu Uemae – A Solitary Path“, Whitestone Gallery Hong Kong
- 2019 Chiyu Uemae. Einzelausstellung, Whitestone Gallery Hong Kong
- 2020 Einzelausstellung, Galerie Nippon, Tokio

## Öffentliche Sammlungen
- Artizon Museum, Tokyo, Japan
- Ashiya City Museum of Art & History, Ashiya, Japan
- Enokojima Art, Culture and Creative Center, Osaka, Japan Hyogo Prefectural Museum of Art, Kobe, Japan
- The National Museum of Art, Osaka
- Itabashi Art Museum, Tokyo, Itabashi, Japan
- Niigata Art Museum, Japan
- Fukuoka Art Museum, Japan
- Germany Kitakyushu Art Museum, Japan
- Kyotango City, Japan
- Les Abattoirs, Toulouse, France
- International Print Museum in Machida, Tokyo
- Municipal Administration Memorial of Maizuru City
- Musée Cantini, Marseille, France
- The Miyagi Museum of Art, Sendai, Japan
- Nakanoshima Museum of Art, Osaka, Japan
- Chiba City Museum of Art, Japan
- Nerima Art Museum, Japan
- Yokohama Museum of Art, Japan
- The Museum of Modern Art, Wakayama, Japan
- Fukui Fine Art Museum, Japan
- The Tokushima Modern Art Museum, Japan